# داني بيتانكورت
داني بيتانكورت هو لاعب كرة قاعدة كوبي، ولد في 25 مايو 1981 في سانتياغو دي كوبا في كوبا.

## وصلات خارجية
- داني بيتانكورت على موقع دوري كرة القاعدة الرئيسي (الإنجليزية)
- داني بيتانكورت على موقع أوليمبيديا (الإنجليزية)